# IC 4706
IC 4706 је емисиона маглина у сазвјежђу Стријелац која се налази на листи објеката дубоког неба у Индекс каталогу.
Деклинација објекта је - 16° 54' 0" а ректасцензија 18h 19m 36,0s. IC 4706 је још познат и под ознакама CED 160A.